# Adélaïde de Nordgau
Adélaïde de Nordgau ou Adélaïde d'Alsace (965-1037) est la mère de l'empereur Conrad le Salique.

## Biographie
Adélaïde est né en 965 de l'union d'Eberhard IV de Nordgau (924-973) et de Luitgarde Berthe de Bidgau (920-974). Elle est, par son père, l'arrière petite fille du roi de francie occidentale Charles III le Simple.
Elle épouse Henri de Franconie, fils  d'Othon, duc de Carinthie en 985.
Vers 990, elle donne naissance à Conrad le Salique qui héritera du royaume de Francie orientale en 1024 et sera couronné Empereur du Saint-Empire en 1027.
Elle décède en 1037.

## Sources
- « FRANCONIA NOBILITY », sur fmg.ac (consulté le 29 septembre 2022)